# Le Miracle de saint Georges
Le Miracle de saint Georges est une icône représentant saint-Georges sur un cheval blanc avec un fond rouge, qui a été réalisée à Veliki Novgorod en Russie.
L'historien russe Mikhaïl Alpatov la date du dernier quart du XVe siècle.

## Caractéristiques
Le fond rouge et le geste précis du guerrier qui plonge sa lance dans la gueule du dragon donne à cette icône un caractère à la fois émotionnel et dynamique. L'auréole du saint rappelle sa spiritualité dans la victoire du Bien sur le Mal. La gamme des couleurs rouges et blanches utilisées se retrouve souvent dans cette scène du « Miracle de saint Georges » qui est un sujet traité très souvent par les iconographes russes. Le rouge est la couleur de l'exploit, du martyre, mais aussi d'un drame et encore de la Victoire. Ces couleurs sont des références pour la population de la région d'où provient l'icône, c'est-à-dire Novgorod.